# Halhalli, Basavakalyan
Halhalli là một làng thuộc tehsil Basavakalyan, huyện Bidar, bang Karnataka, Ấn Độ.